# Sudački kartoni
Sudački karton je znak kojim sudac jasno i vidljivo upozorava nekog igrača da mu je zbog učinjenog prekršaja dodijelio određenu disciplinsku mjeru. Sudac će držati kartone iznad glave dok gleda ili pokazuje prema igraču koji je počinio prekršaj. Ovaj potez čini odluku jasnom svim igračima, kao i gledateljima i drugim službenim osobama na način koji je neutralan prema jeziku. Boja ili oblik kartice koju koristi službena osoba označava vrstu ili težinu prekršaja i razinu kazne koja se primjenjuje. Najčešći su žuti i crveni kartoni, koji obično označavaju opomene i isključenja .

## Povijest i porijeklo
Ideja o korištenju jezično neutralnih kartona u boji za komuniciranje o namjeri sudca nastala je u nogometu s engleskim sucem Kenom Astonom. Aston je bio imenovan u Sudačkom odboru FIFA-e i bio je odgovoran za sve sudce na Svjetskom prvenstvu u nogometu - Engleska 1966. godine. U četvrtfinalu, Engleska igrala protiv Argentine na stadionu Wembley. Nakon utakmice, novinski izvještaji navode kako je sudac Rudolf Kreitlein usmeno opomenuo Engleze Bobbyja i Jacka Charltona, kao i da je usmeno isključio iz igre Argentinca Antonija Rattína. Sudac nije jasno iznio svoju odluku tijekom utakmice, pa se engleski izbornik Alf Ramsey obratio predstavniku FIFA-e zbog pojašnjenja sudačkih odluka nakon utakmice. Ovaj incident pokrenuo je Astona na razmišljanje o načinima kako bi sudačke odluke bile jasnije i igračima i gledateljima. Aston je shvatio da će shema kodiranja boja temeljena na istom principu koji se koristi na semaforima (žuto - oprez, crveno - zaustavljanje) nadići jezične barijere i jasno dati do znanja da je igrač opomenut i/ili isključen. Zbog toga su, prvi put na Svjetskom prvenstvu u nogometu 1970. u Meksiku korišteni žuti kartoni, koji pokazuje na oprez, i crveni kartoni, koji pokazuje na isključenje. Korištenje sudačkih kartona od tada je usvojeno i prošireno na nekoliko sportova, pri čemu je svaki sport prilagođavao ideju svom specifičnom skupu pravila ili zakona.

## Općeprihvaćeni kartoni

### Žuti karton

#### Nogomet
Na Svjetskim prvenstvima u nogometu žuti karton prvi je puta korišten 1970. Ako igrač koji već ima jednu opomenu učini novi prekršaj za koji se izriče opomena, sudac će mu prvo pokazati žuti karton (drugi puta), a onda i crveni karton, što je znak da ga je isključio iz igre. Uobičajeno je igrača isključenog iz igre zbog dvije opomene (dva žuta kartona) kazniti jednom utakmicom zabrane igranja. Pravilo "drugoga žutog" kartona primjenjuje se od 1991.

### Crveni karton

#### Nogomet
Crveni karton je znak kojim sudac jasno i vidljivo upozorava da je iz igre isključio nekog igrača. Osim crvenim kartonom, sudac može od trenutka kad uđe u igralište (pod tim pojmom razumijevaju se teren za igru, svlačionice i druge prostorije u krugu igrališta), ovisno o težini prekršaja (nešportsko ponašanje, vrijeđanje ili sl.), zabraniti igraču koji je prekršaj počinio sudjelovanje u igri. Sudac može pokazati crveni karton odnosno odstraniti sa službene klupe svaku osobu koja učini teži prekršaj.